# Vòng loại Giải vô địch bóng đá thế giới 2010 – Khu vực châu Phi (Vòng 3)
Bài viết sau đây là tóm tắt của các trận đấu ở vòng 3, vòng loại giải vô địch bóng đá thế giới 2010 khu vực châu Phi. Tại vòng đấu này, 20 đội tuyển thành viên của CAF (12 đội đầu bảng cùng 8 đội nhì bảng xuất sắc nhất ở vòng 2) sẽ được chia thành 5 bảng mỗi bảng 4 đội. Lễ bốc thăm chia bảng được diễn ra tại Zurich, Thụy Sĩ vào ngày 22 tháng 10 năm 2008. Các đội tuyển sẽ gặp nhau theo thể thức vòng tròn hai lượt trận đi và về, sân nhà-sân khách, trong năm 2009, để chọn ra 5 đội đứng đầu bảng giành quyền tới Nam Phi.
Đây cũng đồng thời là vòng đấu loại cuối cùng của Cúp bóng đá châu Phi 2010, 3 đội đứng đầu mỗi bảng sẽ giành quyền tới Angola.

## Phân loại hạt giống
Việc xếp loại hạt giống dựa vào bảng xếp hạng của FIFA ở thời điểm tháng 10 năm 2008 (vị trí của mỗi đội được ghi trong ngoặc). Mỗi bảng đấu sẽ có một đội của mỗi nhóm.
| Nhóm 1                                                                     | Nhóm 2                                                             | Nhóm 3                                                                   | Nhóm 4                                                                    |
| -------------------------------------------------------------------------- | ------------------------------------------------------------------ | ------------------------------------------------------------------------ | ------------------------------------------------------------------------- |
| Cameroon (12) · Ai Cập (22) · Ghana (25) · Nigeria (27) · Bờ Biển Ngà (29) | Guinée (41) · Maroc (43) · Tunisia (47) · Mali (53) · Algérie (56) | Burkina Faso (63) · Gabon (67) · Zambia (70) · Kenya (79) · Bénin (81) · | Rwanda (87) · Togo (91) · Mozambique (100) · Sudan (106) · Malawi (109) · |

| Ghi chú                                                                |
| ---------------------------------------------------------------------- |
| Đội lọt vào vòng chung kết World Cup 2010 và Cúp bóng đá châu Phi 2010 |
| Đội lọt vào vòng chung kết Cúp bóng đá châu Phi 2010                   |

## Bảng A
| Đội tuyển | St | T | H | B | Bt | Bb | Hs | Điểm |
| --------- | -- | - | - | - | -- | -- | -- | ---- |
| Cameroon  | 6  | 4 | 1 | 1 | 9  | 2  | +7 | 13   |
| Gabon     | 6  | 3 | 0 | 3 | 9  | 7  | +2 | 9    |
| Togo      | 6  | 2 | 2 | 2 | 3  | 7  | −4 | 8    |
| Maroc     | 6  | 0 | 3 | 3 | 3  | 8  | −5 | 3    |

|          | Cameroon | Gabon | Maroc | Togo  |
| -------- | -------- | ----- | ----- | ----- |
| Cameroon | —        | 2 – 1 | 0 – 0 | 3 – 0 |
| Gabon    | 0 – 2    | —     | 3 – 1 | 3 – 0 |
| Maroc    | 0 – 2    | 1 – 2 | —     | 0 – 0 |
| Togo     | 1 – 0    | 1 – 0 | 1 – 1 | —     |

- Cameroon tham dự World Cup 2010.
- Cameroon, Gabon và Togo tham dự Cúp bóng đá châu Phi 2010.

| Togo         | 1-0      | Cameroon |
| ------------ | -------- | -------- |
| Adebayor 11' | Chi tiết |          |

| Maroc           | 1-2      | Gabon                        |
| --------------- | -------- | ---------------------------- |
| El Hamdaoui 83' | Chi tiết | P. Aubameyang 34' · Méyé 45' |

| Gabon                            | 3-0 Xử thua | Togo |
| -------------------------------- | ----------- | ---- |
| Ecuélé 11' · Méyé 67' · Brou 81' | Chi tiết    |      |

| Cameroon | 0-0      | Maroc |
| -------- | -------- | ----- |
|          | Chi tiết |       |

| Maroc | 0-0      | Togo |
| ----- | -------- | ---- |
|       | Chi tiết |      |

| Gabon | 0-2      | Cameroon              |
| ----- | -------- | --------------------- |
|       | Chi tiết | Emana 65' · Eto'o 67' |

| Togo       | 1-1      | Maroc         |
| ---------- | -------- | ------------- |
| Salifou 3' | Chi tiết | Taarabt 90+2' |

| Cameroon               | 2-1      | Gabon      |
| ---------------------- | -------- | ---------- |
| Makoun 25' · Eto'o 64' | Chi tiết | Cousin 90' |

| Cameroon                            | 3-0      | Togo |
| ----------------------------------- | -------- | ---- |
| Geremi 29' · Makoun 46' · Emana 54' | Chi tiết |      |

| Gabon                                           | 3-1      | Maroc       |
| ----------------------------------------------- | -------- | ----------- |
| Erbati 43' (l.n.) · Mouloungui 65' · Cousin 70' | Chi tiết | Taarabt 88' |

| Maroc | 0-2      | Cameroon             |
| ----- | -------- | -------------------- |
|       | Chi tiết | Webó 19' · Eto'o 52' |

| Togo      | 1-0      | Gabon |
| --------- | -------- | ----- |
| Ayité 71' | Chi tiết |       |

## Bảng B
| Đội tuyển  | St | T | H | B | Bt | Bb | Hs | Điểm |
| ---------- | -- | - | - | - | -- | -- | -- | ---- |
| Nigeria    | 6  | 3 | 3 | 0 | 9  | 4  | +5 | 12   |
| Tunisia    | 6  | 3 | 2 | 1 | 7  | 4  | +3 | 11   |
| Mozambique | 6  | 2 | 1 | 3 | 3  | 5  | −2 | 7    |
| Kenya      | 6  | 1 | 0 | 5 | 5  | 11 | −6 | 3    |

|            | Kenya | Mozambique | Nigeria | Tunisia |
| ---------- | ----- | ---------- | ------- | ------- |
| Kenya      | —     | 2 – 1      | 2 – 3   | 1 – 2   |
| Mozambique | 1 – 0 | —          | 0 – 0   | 1 – 0   |
| Nigeria    | 3 – 0 | 1 – 0      | —       | 2 – 2   |
| Tunisia    | 1 – 0 | 2 – 0      | 0 – 0   | —       |

- Nigeria tham dự World Cup 2010.
- Nigeria, Tunisia và Mozambique tham dự Cúp bóng đá châu Phi 2010.

| Kenya      | 1–2      | Tunisia              |
| ---------- | -------- | -------------------- |
| Oliech 70' | Chi tiết | Jemal 6' · Jemâa 79' |

| Mozambique | 0–0      | Nigeria |
| ---------- | -------- | ------- |
|            | Chi tiết |         |

| Tunisia                               | 2–0      | Mozambique |
| ------------------------------------- | -------- | ---------- |
| Ben Yahia 21' (ph.đ.) · Darragi 90+1' | Chi tiết |            |

| Nigeria                              | 3-0      | Kenya |
| ------------------------------------ | -------- | ----- |
| I. Uche 2' · Obinna 72' (ph.đ.), 77' | Chi tiết |       |

| Kenya                            | 2-1      | Mozambique    |
| -------------------------------- | -------- | ------------- |
| J. Owino 8' · Mariga 72' (ph.đ.) | Chi tiết | Dominguês 49' |

| Tunisia | 0-0      | Nigeria |
| ------- | -------- | ------- |
|         | Chi tiết |         |

| Mozambique    | 1-0      | Kenya |
| ------------- | -------- | ----- |
| Tico-Tico 66' | Chi tiết |       |

| Nigeria                      | 2-2      | Tunisia                  |
| ---------------------------- | -------- | ------------------------ |
| Odemwingie 23' · Eneramo 80' | Chi tiết | Taïder 24' · Darragi 89' |

| Nigeria      | 1-0      | Mozambique |
| ------------ | -------- | ---------- |
| Obinna 90+3' | Chi tiết |            |

| Tunisia  | 1-0      | Kenya |
| -------- | -------- | ----- |
| Jemâa 1' | Chi tiết |       |

| Kenya                  | 2-3      | Nigeria                      |
| ---------------------- | -------- | ---------------------------- |
| Oliech 15' · Wanga 77' | Chi tiết | Martins 60' 81' · Yakubu 64' |

| Mozambique | 1-0      | Tunisia |
| ---------- | -------- | ------- |
| Dário 83'  | Chi tiết |         |

## Bảng C
| Đội tuyển | St | T | H | B | Bt | Bb | Hs | Điểm |
| --------- | -- | - | - | - | -- | -- | -- | ---- |
| Algérie   | 6  | 4 | 1 | 1 | 9  | 4  | +5 | 13   |
| Ai Cập    | 6  | 4 | 1 | 1 | 9  | 4  | +5 | 13   |
| Zambia    | 6  | 1 | 2 | 3 | 2  | 5  | −3 | 5    |
| Rwanda    | 6  | 0 | 2 | 4 | 1  | 8  | −7 | 2    |

|         | Algérie | Ai Cập | Rwanda | Zambia |
| ------- | ------- | ------ | ------ | ------ |
| Algérie | —       | 3 – 1  | 3 – 1  | 1 – 0  |
| Ai Cập  | 2 – 0   | —      | 3 – 0  | 1 – 1  |
| Rwanda  | 0 – 0   | 0 – 1  | —      | 0 – 0  |
| Zambia  | 0 – 2   | 0 – 1  | 1 – 0  | —      |

- Algerie và Ai Cập có các chỉ số phụ và thành tích đối đầu giống hệt nhau. Algeria thắng trận đấu thêm với tỉ số 1 – 0 để lọt vào vòng chung kết World Cup 2010.
- Algerie, Ai Cập và Zambia tham dự Cúp bóng đá châu Phi 2010.

| Rwanda | 0-0      | Algérie |
| ------ | -------- | ------- |
|        | Chi tiết |         |

| Ai Cập   | 1-1      | Zambia      |
| -------- | -------- | ----------- |
| Zaki 27' | Chi tiết | Kasonde 56' |

| Zambia     | 1-0      | Rwanda |
| ---------- | -------- | ------ |
| Kalaba 78' | Chi tiết |        |

| Algérie                                  | 3-1      | Ai Cập        |
| ---------------------------------------- | -------- | ------------- |
| Matmour 60' · Ghezzal 64' · Djebbour 77' | Chi tiết | Aboutrika 86' |

| Zambia | 0-2      | Algérie                   |
| ------ | -------- | ------------------------- |
|        | Chi tiết | Bougherra 21' · Saïfi 66' |

| Ai Cập                                 | 3-0      | Rwanda |
| -------------------------------------- | -------- | ------ |
| Aboutrika 64', 90' · Hosny 74' (ph.đ.) | Chi tiết |        |

| Rwanda | 0-1      | Ai Cập     |
| ------ | -------- | ---------- |
|        | Chi tiết | Hassan 67' |

| Algérie   | 1-0      | Zambia |
| --------- | -------- | ------ |
| Saïfi 59' | Chi tiết |        |

| Zambia | 0-1      | Ai Cập    |
| ------ | -------- | --------- |
|        | Chi tiết | Hosny 69' |

| Algérie                                           | 3-1      | Rwanda     |
| ------------------------------------------------- | -------- | ---------- |
| Ghezzal 22' · Belhadj 45+2' · Ziani 90+5' (ph.đ.) | Chi tiết | Mutesa 19' |

| Rwanda | 0-0      | Zambia |
| ------ | -------- | ------ |
|        | Chi tiết |        |

| Ai Cập                 | 2-0      | Algérie |
| ---------------------- | -------- | ------- |
| Zaki 3' · Moteab 90+5' | Chi tiết |         |

### Đấu thêm
| Algérie   | 1-0      | Ai Cập |
| --------- | -------- | ------ |
| Yahia 40' | Chi tiết |        |

## Bảng D
| Đội tuyển | St | T | H | B | Bt | Bb | Hs | Điểm |
| --------- | -- | - | - | - | -- | -- | -- | ---- |
| Ghana     | 6  | 4 | 1 | 1 | 9  | 3  | +6 | 13   |
| Bénin     | 6  | 3 | 1 | 2 | 6  | 6  | 0  | 10   |
| Mali      | 6  | 2 | 3 | 1 | 8  | 7  | +1 | 9    |
| Sudan     | 6  | 0 | 1 | 5 | 2  | 9  | −7 | 1    |

|       | Bénin | Ghana | Mali  | Sudan |
| ----- | ----- | ----- | ----- | ----- |
| Bénin | —     | 1 – 0 | 1 – 1 | 1 – 0 |
| Ghana | 1 – 0 | —     | 2 – 2 | 2 – 0 |
| Mali  | 3 – 1 | 0 – 2 | —     | 1 – 0 |
| Sudan | 1 – 2 | 0 – 2 | 1 – 1 | —     |

- Ghana tham dự World Cup 2010.
- Ghana, Bénin và Mali tham dự Cúp bóng đá châu Phi 2010.

| Sudan        | 1-1      | Mali        |
| ------------ | -------- | ----------- |
| El Tahir 23' | Chi tiết | Kanouté 19' |

| Ghana    | 1-0      | Bénin |
| -------- | -------- | ----- |
| Tagoe 1' | Chi tiết |       |

| Bénin          | 1-0      | Sudan |
| -------------- | -------- | ----- |
| Omotoyossi 22' | Chi tiết |       |

| Mali | 0-2      | Ghana                   |
| ---- | -------- | ----------------------- |
|      | Chi tiết | Asamoah 67' · Amoah 79' |

| Sudan | 0-2      | Ghana         |
| ----- | -------- | ------------- |
|       | Chi tiết | Amoah 6', 52' |

| Mali                                 | 3-1      | Bénin           |
| ------------------------------------ | -------- | --------------- |
| Maiga 29' · Diallo 76' · Kanouté 84' | Chi tiết | S. Tchomogo 15' |

| Bénin      | 1-1      | Mali        |
| ---------- | -------- | ----------- |
| Aoudou 87' | Chi tiết | Samassa 72' |

| Ghana                    | 2-0      | Sudan |
| ------------------------ | -------- | ----- |
| Muntari 14' · Essien 53' | Chi tiết |       |

| Bénin      | 1-0      | Ghana |
| ---------- | -------- | ----- |
| Aoudou 89' | Chi tiết |       |

| Mali        | 1-0      | Sudan |
| ----------- | -------- | ----- |
| Kanouté 89' | Chi tiết |       |

| Sudan               | 1-2      | Bénin                               |
| ------------------- | -------- | ----------------------------------- |
| Ishag 45+1' (ph.đ.) | Chi tiết | Omotoyossi 34' (ph.đ.) · Koukou 62' |

| Ghana                 | 2-2      | Mali                  |
| --------------------- | -------- | --------------------- |
| Amoah 65' · Annan 83' | Chi tiết | Fané 23' · Ndiaye 68' |

## Bảng E
| Đội tuyển    | St | T | H | B | Bt | Bb | Hs  | Điểm |
| ------------ | -- | - | - | - | -- | -- | --- | ---- |
| Bờ Biển Ngà  | 6  | 5 | 1 | 0 | 19 | 4  | +15 | 16   |
| Burkina Faso | 6  | 4 | 0 | 2 | 10 | 11 | −1  | 12   |
| Malawi       | 6  | 1 | 1 | 4 | 4  | 11 | −7  | 4    |
| Guinée       | 6  | 1 | 0 | 5 | 7  | 14 | −7  | 3    |

|              | Burkina Faso | Bờ Biển Ngà | Guinée | Malawi |
| ------------ | ------------ | ----------- | ------ | ------ |
| Burkina Faso | —            | 2 – 3       | 4 – 2  | 1 – 0  |
| Bờ Biển Ngà  | 5 – 0        | —           | 3 – 0  | 5 – 0  |
| Guinée       | 1 – 2        | 1 – 2       | —      | 2 – 1  |
| Malawi       | 0 – 1        | 1 – 1       | 2 – 1  | —      |

- Côte d'Ivoire tham dự World Cup 2010.
- Côte d'Ivoire, Burkina Faso và Malawi tham dự Cúp bóng đá châu Phi 2010.

| Burkina Faso                                    | 4-2      | Guinée                              |
| ----------------------------------------------- | -------- | ----------------------------------- |
| Kéré 23' · Traoré 30' · Dagano 55' (ph.đ.), 71' | Chi tiết | Feindouno 65' (ph.đ.) · Zayatte 86' |

| Bờ Biển Ngà                                                   | 5-0      | Malawi |
| ------------------------------------------------------------- | -------- | ------ |
| Romaric 1' · Drogba 6' (ph.đ.), 27' · Kalou 59' · B. Koné 70' | Chi tiết |        |

| Malawi | 0-1      | Burkina Faso |
| ------ | -------- | ------------ |
|        | Chi tiết | Dagano 68'   |

| Guinée          | 1-2      | Bờ Biển Ngà               |
| --------------- | -------- | ------------------------- |
| S. Bangoura 65' | Chi tiết | B. Koné 44' · Romaric 72' |

| Burkina Faso             | 2-3      | Bờ Biển Ngà                                     |
| ------------------------ | -------- | ----------------------------------------------- |
| Pitroipa 27' · Bancé 78' | Chi tiết | Y. Touré 14' · Tall 54' (lưới nhà) · Drogba 70' |

| Guinée             | 2-1      | Malawi      |
| ------------------ | -------- | ----------- |
| Feindouno 25', 43' | Chi tiết | Msowoya 88' |

| Malawi           | 2-1      | Guinée       |
| ---------------- | -------- | ------------ |
| Msowoya 46', 59' | Chi tiết | Kalabane 38' |

| Bờ Biển Ngà                                                                | 5-0      | Burkina Faso |
| -------------------------------------------------------------------------- | -------- | ------------ |
| Panandétiguiri 12' (lưới nhà) · Drogba 48', 65' · Y. Touré 55' · Keïta 68' | Chi tiết |              |

| Malawi     | 1-1      | Bờ Biển Ngà |
| ---------- | -------- | ----------- |
| Ngwira 64' | Chi tiết | Drogba 67'  |

| Guinée  | 1-2      | Burkina Faso                    |
| ------- | -------- | ------------------------------- |
| Bah 82' | Chi tiết | Dagano 37' (ph.đ.) · Bamogo 59' |

| Burkina Faso | 1 – 0    | Malawi |
| ------------ | -------- | ------ |
| Dagano 47'   | Chi tiết |        |

| Bờ Biển Ngà                   | 3-0      | Guinée |
| ----------------------------- | -------- | ------ |
| Gervinho 16', 31' · Tiéné 67' | Chi tiết |        |

## Danh sách cầu thủ ghi bàn
6 bàn
- Didier Drogba

5 bàn
- Moumouni Dagano

4 bàn
- Matthew Amoah

3 bàn
| - Samuel Eto'o - Mohamed Aboutrika | - Pascal Feindouno - Frédéric Kanouté | - Chiukepo Msowoya - Victor Nsofor Obinna |

2 bàn
| - Abdelkader Ghezzal - Rafik Saïfi - Mohamed Aoudou - Razak Omotoyossi - Achille Emana - Jean Makoun - Bakari Koné | - Koffi Ndri Romaric - Yaya Toure - Gervinho - Hosny Abd Rabo - Amr Zaki - Daniel Cousin - Roguy Méyé | - Dennis Oliech - Adel Taarabt - Obafemi Martins - Mudathir El Tahir - Oussama Darragi - Issam Jemâa |

1 bàn
| - Nadir Belhadj - Madjid Bougherra - Rafik Djebbour - Karim Matmour - Karim Ziani - Seidath Tchomogo - Romuald Boco - Aristide Bancé - Mahamoudou Kéré - Habib Bamogo - Jonathan Pitroipa - Alain Traoré - Salomon Kalou - Abdul Kader Keïta - Siaka Tiéné - Achille Webo - Ahmed Hassan - Emad Moteab - Bruno Ecuele Manga | - Eric Mouloungui - Pierre-Emerick Aubameyang - Moise Brou - Anthony Annan - Kwadwo Asamoah - Michael Essien - Sulley Muntari - Prince Tagoe - Mamadou Bah - Sambégou Bangoura - Oumar Kalabane - Kamil Zayatte - Macdonald Mariga - Julius Owino - Allan Wanga - Jacob Ngwira - Mamadou Diallo - Lassane Fané - Modibo Maiga | - Tenema Ndiaye - Mamadou Samassa - Mounir El Hamdaoui - Domingues - Tico-Tico - Dário - Michael Eneramo - Peter Odemwingie - Ikechukwu Uche - Aiyegbeni Yakubu - Patrick Mutesa Mafisango - Emmanuel Adebayor - Moustapha Salifou - Floyd Ayité - Ammar Jemal - Nabil Taider - Wissem Ben Yahia - Rainford Kalaba - Francis Kasonde |

Phản lưới nhà
| - Mamadou Tall (trận gặp Côte d'Ivoire) | - Saïdou Panandétiguiri (trận gặp Côte d'Ivoire) | - Hicham Mahdoufi (trận gặp Gabon) |